# Quiet storm

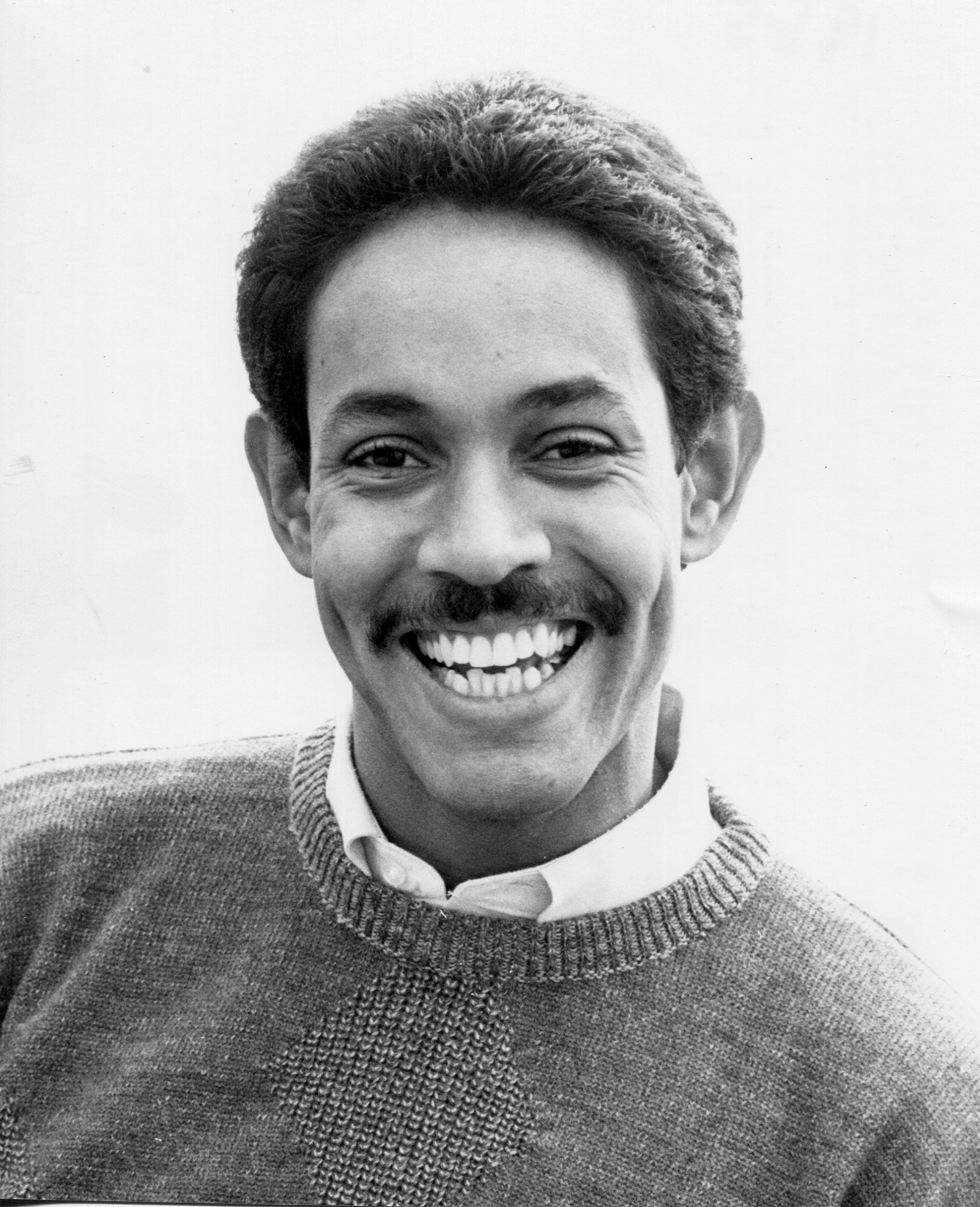
Melvin Lindsey anses vara grundaren till genren.

Quiet storm är en subgenre till samtida R&B och i USA även ett radioformat. Genren har beskrivits som en motsvarighet till mjukrock och vuxenpop och marknadsfördes till välbärgade, äldre afroamerikaner under 1980-talet. Musik i genren består av lugna, mjuka R&B-låtar i långsamt tempo. Genren har sedan 1990-talet minskat i popularitet allteftersom hiphop fick större inflytande. Enligt Allmusic har genren år 2022 få nya utövare.
Genren fick sitt genombrott mot slutet av 1970-talet tack vare radioprogrammeraren Melvin Lindsey som skapade spellistor med lugna slow jams till hans radioprogram som sändes sena vardagskvällar på stationen WHUR-FM. Namnet Quiet storm kommer från Smokey Robinsons studioalbum A Quiet Storm (1975).